# Abraxas conferta
Abraxas conferta är en fjärilsart som beskrevs av Swinhoe 1893. Abraxas conferta ingår i släktet Abraxas och familjen mätare. Inga underarter finns listade i Catalogue of Life.